# Neorhaphiomidas pinguis
Neorhaphiomidas pinguis is een vliegensoort uit de familie Mydidae. De wetenschappelijke naam van de soort is voor het eerst geldig gepubliceerd in 1936 door Norris.
De soort komt voor in Australië (West-Australië).